# Эветт, Памела
Памела Сью Эветт (англ. Pamela Sue Evette, род. 28 августа 1967, Travelers Rest, Южная Каролина) — американская предпринимательница и консервативный политик. Она занимает пост вице-губернатора штата Южная Каролина от Республиканской партии.

## Образование
Памела Эветт — внучка польских иммигрантов. Она получила степень бакалавра делового администрирования в Университете штата Кливленд. Она работала бухгалтером до переезда в Трэвелерс-Рест, Южная Каролина, в 2005 году, где была основателем и занимала должность генерального директора компании Quality Business Solutions, компании, занимающейся программным обеспечением для расчёта заработной платы, управления персоналом и бэк-офиса.

## Предпринимательница
В 2015 году журнал Inc. назвал Эветт третьей среди лучших деловых женщин Америки, отметив, что в качестве генерального директора она вырастила свой бизнес до компании с оборотом в миллиард долларов за 15 лет с момента её создания.

## Вице-губернатор
Эветт была первым вице-губернатором, избранным по тому же списку, что и губернатор, поскольку перед выборами 2018 года вице-губернаторы Южной Каролины избирались независимо от губернатора. Она победила Мэнди Пауэрс Норрелл и стала вице-губернатором 6 ноября 2018 года. Эветт стала второй женщиной — вице-губернатором Южной Каролины (первой была Нэнси Стивенсон с 1979 по 1983 год) 9 января 2019 года. Эветт — первая женщина-республиканец, занявшая этот пост.

## Личная жизнь
Эветт замужем за Дэвидом Эветтом, от которого у неё есть сын. У неё также есть сын и дочь от предыдущего брака.
Эветт и её муж посещают католическую церковь в Тейлорсе, Южная Каролина.